# Клівленд (Техас)
Клівленд (англ. Cleveland) — місто (англ. city) в США, в окрузі Ліберті штату Техас. Населення — 7471 особа (2020).

## Географія
Клівленд розташований за координатами 30°20′21″ пн. ш. 95°6′1″ зх. д. / 30.33917° пн. ш. 95.10028° зх. д. (30.339030, -95.100161).  За даними Бюро перепису населення США в 2010 році місто мало площу 24,80 км², з яких 24,77 км² — суходіл та 0,03 км² — водойми. В 2017 році площа становила 42,19 км², з яких 42,16 км² — суходіл та 0,03 км² — водойми.

## Демографія
Згідно з переписом 2010 року, у місті мешкало 7675 осіб у 2633 домогосподарствах у складі 1717 родин. Густота населення становила 309 осіб/км².  Було 2984 помешкання (120/км²).
Расовий склад населення:
| - 59,1 % — білих - 24,0 % — чорних або афроамериканців - 1,3 % — азіатів - 0,6 % — корінних американців - 12,4 % — осіб інших рас |

До двох чи більше рас належало 2,5 %. Частка іспаномовних становила 27,8 % від усіх жителів.
За віковим діапазоном населення розподілялося таким чином: 26,7 % — особи молодші 18 років, 61,4 % — особи у віці 18—64 років, 11,9 % — особи у віці 65 років та старші. Медіана віку мешканця становила 33,2 року. На 100 осіб жіночої статі у місті припадало 102,9 чоловіків;  на 100 жінок у віці від 18 років та старших — 102,9 чоловіків також старших 18 років.
Середній дохід на одне домашнє господарство  становив 41 656 доларів США (медіана — 29 868), а середній дохід на одну сім'ю — 46 444 долари (медіана — 39 070). Медіана доходів становила 42 802 долари для чоловіків та 28 563 долари для жінок. За межею бідності перебувало 28,0 % осіб, у тому числі 33,4 % дітей у віці до 18 років та 16,3 % осіб у віці 65 років та старших.
Цивільне працевлаштоване населення становило 2436 осіб. Основні галузі зайнятості: освіта, охорона здоров'я та соціальна допомога — 23,2 %, виробництво — 17,2 %, роздрібна торгівля — 13,1 %, мистецтво, розваги та відпочинок — 12,8 %.